# Josefa Berens-Totenohl
Josefa Berens-Totenohl (geboren als Josefa Berens; * 30. März 1891 in Grevenstein, Sauerland; † 6. Juni 1969 in Meschede) war eine deutsche Schriftstellerin und Malerin.

## Biografie

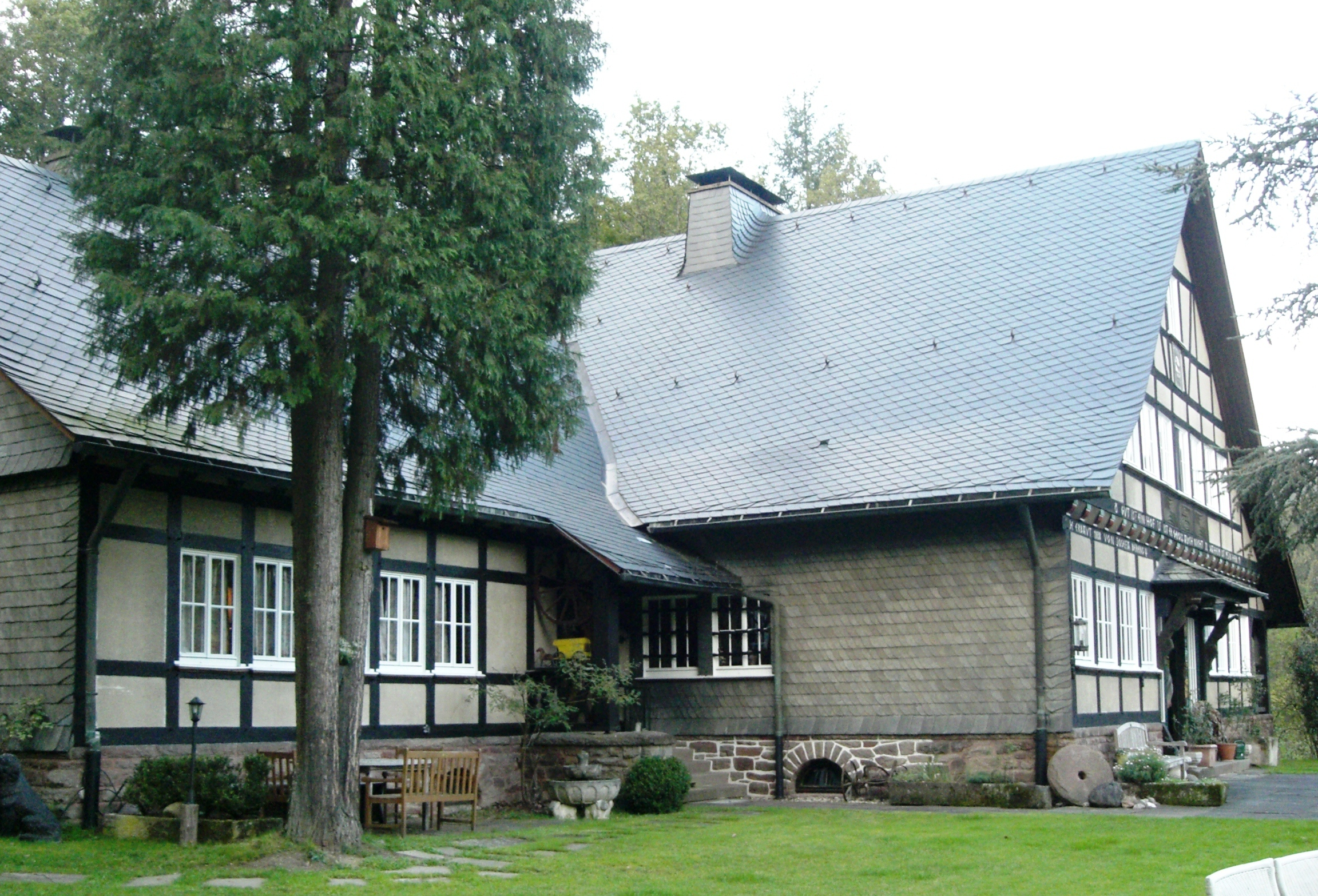
Der Femhof in Gleierbrück, Wohnhaus von Josefa Berens-Totenohl

Josefa Berens wurde als Tochter eines Schmieds geboren. Ihre Mutter starb bei der Geburt, sie wuchs in Obhut ihrer Großeltern auf. 1911 trat sie in das Lehrerinnenseminar in Arnsberg ein. Im Herbst 1918 zog sie nach Düsseldorf und besuchte vier Jahre die Kunstschule von Hans Carp. Dann arbeitete sie ab 1923 als Lehrerin in Höxter-Godelheim im Weserland, anschließend als Schriftstellerin, Malerin und Weberin von Wandteppichen. Bereits um 1920 trat sie aus der katholischen Kirche aus. 1925 zog sie ins sauerländische Gleierbrück (heute Ortsteil von Lennestadt). 1931 abonnierte sie den Völkischen Beobachter und trat zum 1. Januar 1932 der NSDAP bei (Mitgliedsnummer 831.978). Sie ließ sich unweit des Totenohls bei Gleierbück nieder und gab sich nach diesem den Künstlernamen Berens-Totenohl.
Ende der 1920er Jahre schloss sie sich wie Maria Kahle, Christine Koch und Heinrich Luhmann dem von Georg Hermann Nellius gegründeten völkischen Sauerländischen Künstlerkreis (SKK) an.
Zu ihren engen Freundinnen gehörten Christine Koch, die verherrlichende Gedichte auf Hitler und die NSDAP schrieb, und Maria Kahle, aktives Mitglied des antisemitischen Jungdeutschen Ordens, dann der NSDAP. Berens und ihr Milieu waren ebenso heimat- wie ns-bewegt. Steffen Stadthaus von der Literaturkommission des Landschaftsverbands Westfalen-Lippe sieht sie gemeinsam mit Maria Kahle als „politische Aktivistin“ in der völkischen Szene.
Berens’ Roman Der Femhof und der Folgeroman Frau Magdlene erreichten hohe Auflagen. Ihre nachfolgenden Romane Der Fels und Im Moor waren weniger erfolgreich. Berens gilt als Vertreterin einer völkischen Massenliteratur und als Protagonistin nationalsozialistischer Blut-und-Boden-Literatur. Die Anregung zu ihrem ersten Roman kam von dem befreundeten NS-Autor und Thingspiel-Dichter Richard Euringer.
In ihren beiden Erfolgsromanen mischt sie antisemitische mit antiziganistischen Passagen. Negative Gegenspieler heroisch-germanischer Sauerländer Bauerngestalten sind ein jüdisch-zigeunerischer „Mischling“ mit dem sprechenden Namen „Robbe“ und die „schwarzen Völker“ der „Zigeuner“. „Jeder Einzelmensch“ erklärte Berens zu dieser Disposition, „muß schlecht werden, der die Bindung an Volk und Heimat verloren hat. Der Wert eines Volkes besteht darin, dass es bereit zum Opfer ist. Für was aber soll der Jude opfern? Für was der Zigeuner, für was der rastlose Robbe? So müssen diese Menschen zu den Feinden und Verderbern der anderen werden.“
Seit sie 1935 mit dem Westfälischen Literaturpreis ausgezeichnet worden war, war sie „verstärkt im NSDAP-Kulturbund“ tätig.
1941 erklärten sie und andere regionale Autoren wie Heinrich Luhmann, Maria Kahle oder Fritz Nölle in der NS-Zeitschrift Heimat und Reich, dem nationalsozialistischen Zentralorgan der westfälischen Kultur- und Literaturpolitik, sich in einem „Kriegsbekenntnis westfälischer Dichter“ zu „Soldaten des Wortes“.
Berens unternahm im sogenannten Dichtereinsatz zahlreiche Lesereisen für das Propagandaministerium. Dabei trat sie vor allem vor der Hitler-Jugend auf. Selbst aus apologetischer Sicht fällt die Bewertung eindeutig aus: „Es muß hinzugefügt werden, daß Josefa Berens in ihren Romanen der Idee Adolf Hitlers, das ‚Neue Deutsche Reich‘ auf dem Gedanken von ‚Blut und Boden‘ aufzubauen, literarisch Beistand leistet. […] Der Hof, der Acker ist ein Geschenk Gottes, wer ihm dient, tut ‚Gottesdienst‘.“
Berens versteckte noch in der Endphase des Regimes SS-Angehörige vor den Alliierten und brüstete sich in ihrer Autobiographie damit. Den nationalsozialistischen Terror leugnete sie und sah sich nach dessen Ende ihrerseits als Verfolgte: „Ausgeplündert bis ins letzte hinein“ und „gequält“ worden seien „ihr Volk“ wie auch sie selbst „in dieser Zeit der wilden Not und Verfolgung“. Gemeint war die Zeit, die auf den Nationalsozialismus folgte. Vielmehr stellte sie sich als unpolitische Idealistin dar und Hitler als jemanden, der auf überzeugende Weise dauerhaft Arbeit geschaffen habe: „Daß Hitler so viele ehrliche Menschen damals, als die Arbeitslosigkeit groß war, wieder an die Arbeit brachte, das konnte allein schon gläubig machen. Und sie sind an der Arbeit geblieben, das wird heute nicht gesagt. Wer den Krieg zu verantworten hat und alle die entsetzlichen Zerstörungen und Schrecknisse, weiß ich nicht.“
Im Entnazifizierungsverfahren wurde sie zunächst als „Aktivistin durch propagandistische Vorträge und Schriftstellerei“ beurteilt und in die Kategorie III gestuft. In der Revision erhielt sie die günstigere Einstufung IV („Mitläuferin“). Vorsitzender des Ausschusses und ihr Verteidiger war der Lehrer und Heimatschriftsteller Karl Broermann, der seinerseits als Verfasser ns-ideologischer Unterrichtsmaterialien hervorgetreten war („Albert Leo Schlageter, ein deutscher Held“; „Adolf Hitler. Mein Kampf“; „Aus Adolf Hitlers Reden. Bearbeitet für die Jugend“).
1955 nahm Berens am ersten, 1956 am zweiten Westfälischen Dichtertreffen in Schmallenberg teil. Bei diesem Treffen kam es zum „Schmallenberger Dichterstreit“. Jüngere Autoren wandten sich gegen die Mystifikation des Heimat-Begriffs im Allgemeinen und gegen die völkische Blut-und-Boden-Literatur und das nationalsozialistische Engagement vieler älterer Autoren im Besonderen. Die Kritik traf explizit auch Josefa Berens. Die Schriftstellerin zog sich anschließend in die Privatsphäre zurück.
Nach ihrem Tod 1969 wurde sie in Lennestadt-Saalhausen bestattet. Ihre Bibliothek, die 1068 Bände umfasst, befindet sich heute im Stadtarchiv Lennestadt.

## Rezeption, Ehrungen und deren Rücknahme
- 1935: erste Empfängerin des alle zwei Jahre von 1935 bis 1943 vergebenen, mit 10.000 Reichsmark dotierten Westfälischen Literaturpreises vor Maria Kahle, Karl Wagenfeld, Heinrich Luhmann und Christine Koch[17]
- 1956: Ehrung zum 65. Geburtstag durch den nordrhein-westfälischen Ministerpräsidenten Fritz Steinhoff (SPD)[18] und Würdigung von Berens-Totenohl als Trägerin des Westfälischen Literaturpreises 1935 durch den Sprecher des Landschaftsverbands Westfalen-Lippe
- 1991: Enthüllung einer Gedenktafel an Geburtshaus in Grevenstein durch die Vertreter eines Freundeskreises[19]

In der Region erfuhr Berens als Heimatdichterin und Erfolgsschriftstellerin noch lange hohe Wertschätzung. „Ein rühriger, weithin über das Sauerland verstreuter Freundeskreis“ stand ihr zur Seite.
Zu ihrem 100. Geburtstag sollte 1991 in die Mitte des Saalhauser Kurparks mit begleitender Feier ein Gedenkstein gesetzt werden. Das verhinderte der Kultur- und Denkmalpflegeausschuss mit der Begründung, „daß angesichts möglicher Diskussionen um die Person, die ja in der nicht eindeutig geklärten Vergangenheit aus der Zeit des Nationalsozialismus begründet sind, besonders würdigende Veranstaltungen nicht angebracht sind.“
Zu ihren Befürwortern gehörten der Vorsitzende der Sauerländer Christine-Koch-Gesellschaft Dietmar Rost. Er versuche „unverhohlen“, so die Kritik des Publizisten Gisbert Strotdrees in den 1990er Jahren, „eine Nazi-Dichterin wieder salonfähig zu machen“.

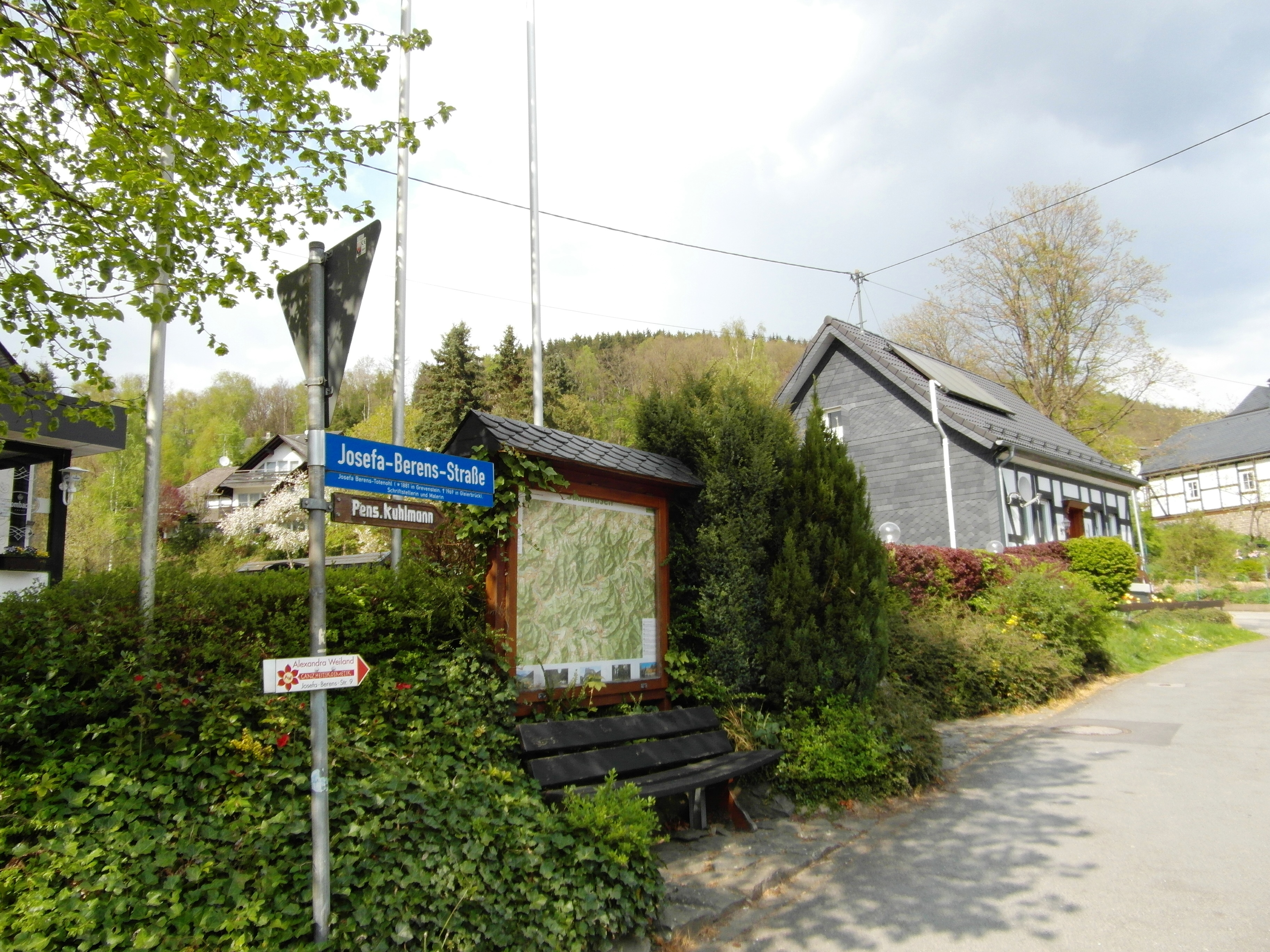
Die Josefa-Berens-Straße in Gleierbrück wurde zum 1. Januar 2015 umbenannt in „Alter Weg“

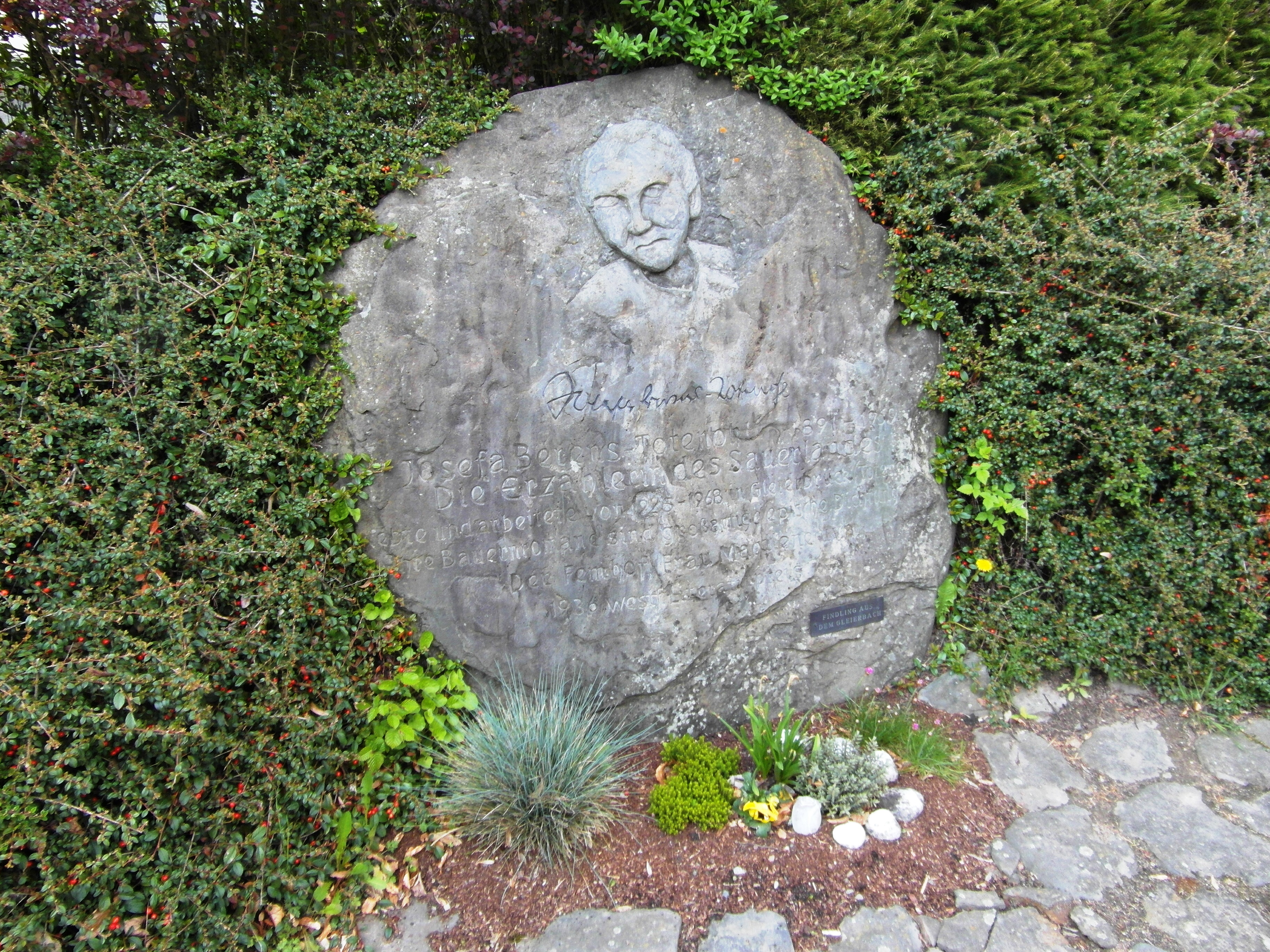
Gedenkstein an Josefa Berens in Gleierbrück. Die stark verwitterte Inschrift enthält u. a. den Hinweis „Die Erzählerin des Sauerlandes lebte und arbeitete von 1925–1968 in Gleierbrück. Ihre Bauernromane sind große epische Dichtung. 1936 Westfälischer Literaturpreis“

Ungeachtet des NS-Aktivismus von Berens wurden Straßen nach ihr benannt. Zum Teil wurden diese Benennungen in den letzten Jahren rückgängig gemacht, so 2013 in Eslohe und 2014 in Lennestadt. Der Rat der Stadt beschloss, sämtliche Straßenbezeichnungen, die in Gleierbrück an Josefa Berens-Totenohl und deren Werke erinnern (Josefa-Berens-Straße, Femhofstraße, und Frau-Magdlene-Straße), umzubenennen. In der Diskussion steht auch der Gedenkstein an die Schriftstellerin. In Gleierbrück lebte und arbeitete Berens in den Jahren 1925 bis 1969 in dem von ihr aus Preisgeldern finanzierten Anwesen „Femhof“.
Im „Haus des Gastes“ in Lennestadt-Saalhausen betreut der Verein „Heimatstube Saalhausen“ eine „Josefa-Berens-Stube“. Dort werden zurzeit noch eine Sammlung ihrer Schriften, nachgelassenes Mobiliar, Bilder und textile Arbeiten ausgestellt. Im Zuge der Umbenennung der an die Schriftstellerin erinnernden Straßenbezeichnungen im Nachbarort Gleierbrück wurde die Josefa-Berens-Stube Anfang 2014 für Besucher geschlossen.
Über die 1949 erscheinende Novellensammlung Der Alte hinterm Turm urteilte die Literaturkritikerin Oda Schaefer: „Obwohl die Erde hier schwer rot und westfälisch ist, bleiben die Bauern Papier. Vielleicht sollte man bei der Lektüre einen Steinhäger trinken.“ In der neueren Forschung wird Berens als typische NS-Dichterin rezipiert, deren Werk in hohem Maß ideologisch und zudem von geringer sprachlicher Qualität sei. Der Literaturwissenschaft gilt sie nach der Feststellung des Literaturportals Westfalen als „die Blut- und Bodendichterin schlechthin“ (Hervorhebung im Original). „Heimatliche Stimmen“ kämen jedoch zu einem anderen Urteil. Dazu zitiert das Literaturportal Dietmar Rost mit der Einschätzung, Der Femhof und Frau Magdlen, „ihre schweren und erschütternden Bauernromane“, seien „großartige epische Dichtung, die der großen Erzählerin des Sauerlandes für immer einen Platz in der westfälischen, in der deutschen Literaturgeschichte einräum[t]en“. Bei ihren Aktivitäten im Nationalsozialismus habe es sich um eine „Verstrickung“ gehandelt. Sie beeinträchtige die große literarische Bedeutung nicht. „Sicher“, so Rost, werde „eine spätere Zeit das Werk der heute totgeschwiegenen eher, weil unvoreingenommener, würdigen können.“
Die Autoren des Berens-Porträts des Portals „Westfälische Geschichte“ des Landschaftsverbands Westfalen-Lippe kommentieren diese Aussage: Berens werde von der seriösen Literaturwissenschaft keinesfalls „totgeschwiegen“, und es lasse sich darüber streiten, wer sie „voreingenommen“ würdige. „Daß sich der Autor überdies des Zuspruchs einer ‚späteren Zeit‘ sicher weiß, dürfte wiederum für sich sprechen.“

## Schriften
- Mutzpeter, Märchen (1933)
- Der Femhof, Roman (1934)
- Frau Magdlene, Roman (1935)
- Das schlafende Brot, Gedichte (1936)
- Eine Dichterstunde, zusammengestellt von Kurt Ziesel (1937)
- Die Frau als Schöpferin und Erhalterin des Volkstums, Rede (1938)
- Einer Sippe Gesicht, Epos (1941)
- Der Fels, Roman (1943)
- Im Moor, Roman (1944)
- Heimaterde (1944)
- Der Alte hinterm Turm, Dorfgeschichten (1949)
- Die Stumme, Roman (1949)
- Die goldenen Eier, Kindermärchen (1950)
- Das Gesicht (1950)
- Antwort der Herzen, Anthologie (1951)
- Die Liebe des Michael Rother, Novelle (1951)
- Westfalen. Land der roten Erde, Bildband (1956)
- Die heimliche Schuld, Roman (1960)
- Das Haus am Wege, Roman (1962)

Daneben verfasste sie auch die Einleitung zu Helmut Domkes Westfalen. Land der roten Erde (1955).

## Auszeichnungen
- 1936: Westfälischer Literaturpreis